# Пахтанье Молочного океана

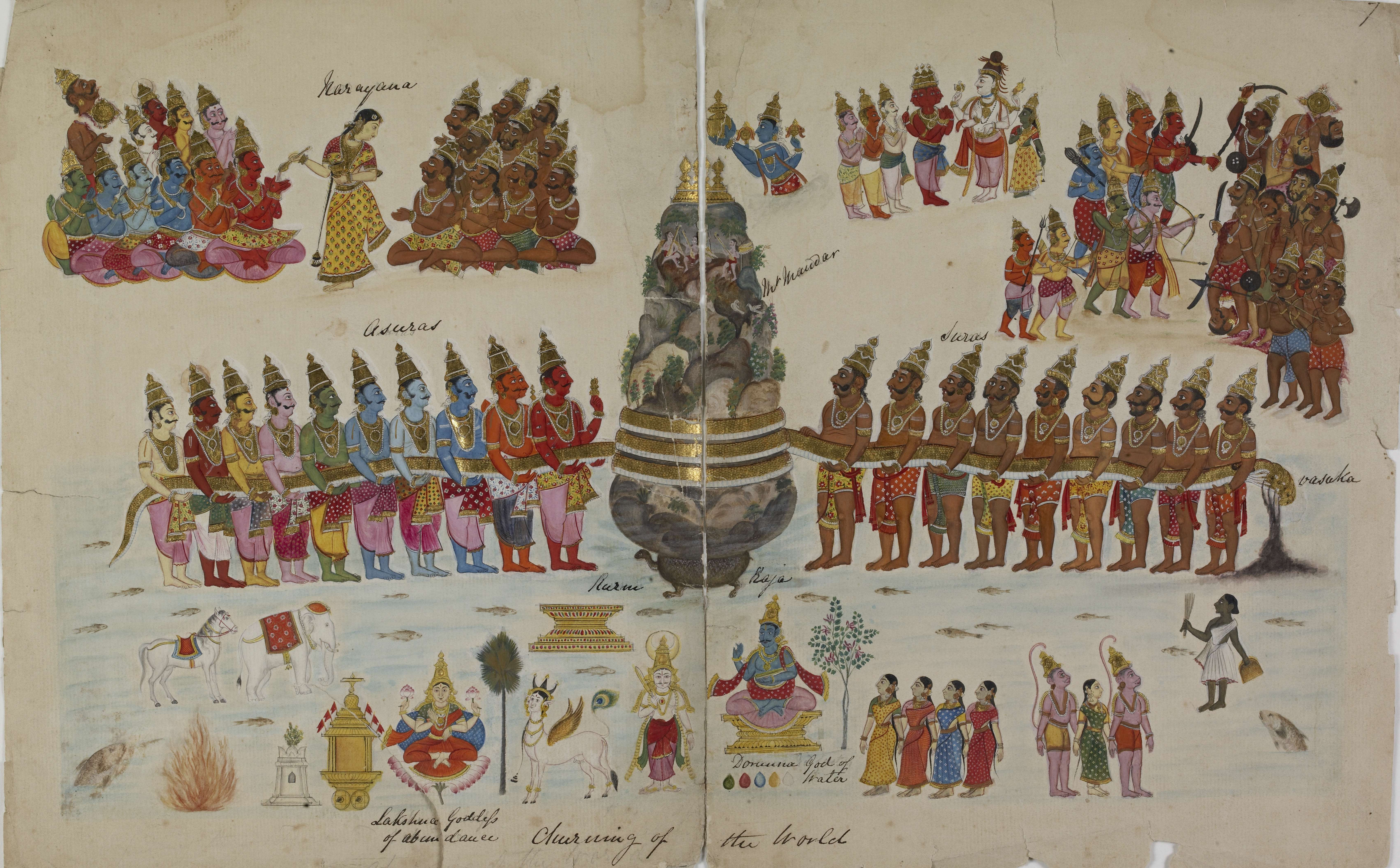
Различные эпизоды пахтания Молочного океана

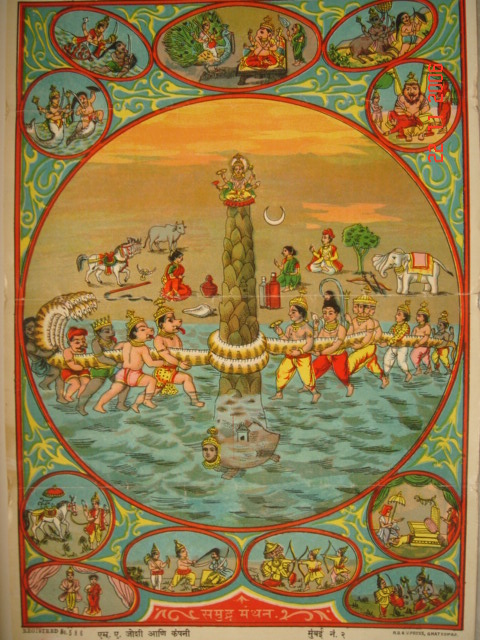
Литография 1910-х годов с изображением пахтанья Молочного океана и полученных при нём 14 сокровищ

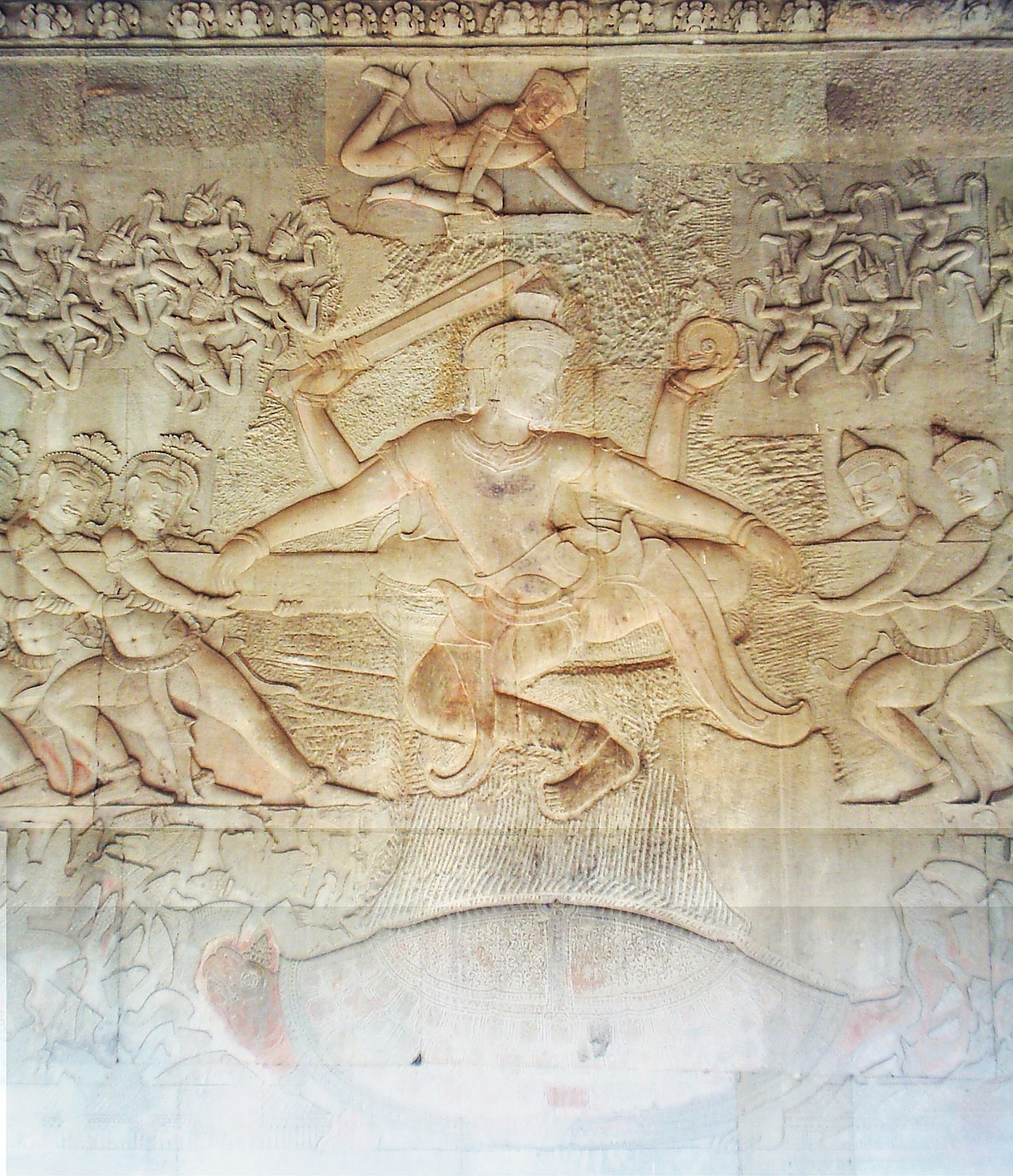
Рельеф в храмовом комплексе Ангкор-Ват в Камбодже с изображением Вишну, его аватары Курмы, дэвов и асуров во время пахтания молочного океана

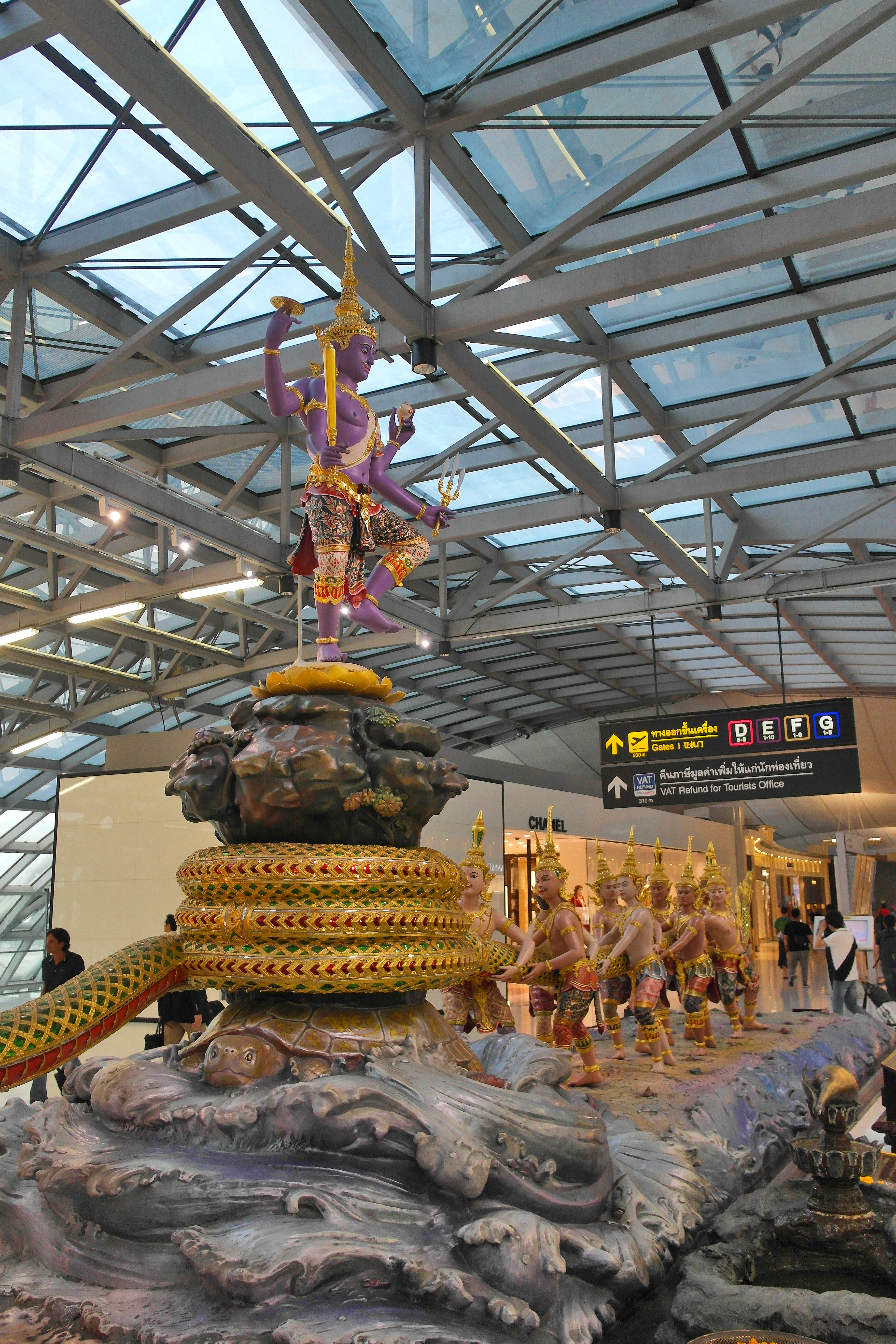
Композиция в аэропорту Суварнабхуми в Бангкоке

Па́хтанье Молочного океана или Самудра-мантхан (санскр. समुद्र मंथन) — одно из ключевых мифологических событий, описанное в Пуранах и отмечаемое каждые 12 лет в ходе огромного индуистского праздника Кумбха-мела. История описывается в «Бхагавата-пуране», «Вишну-пуране» и «Махабхарате».
Содержание древнего мифа: Вишну в образе черепахи (Курма, 2-я аватара Вишну) ставит себе на спину гору Мандара; боги и демоны привязывают к ней вместо каната змея Васуки и вращают с помощью него Мандару, как мутовку, в Молочном океане, пока из него не начинают появляться разные чудесные вещи (чауда-ратна или чатурдаши ратна): апсары (нимфы), белый мифический конь, драгоценный камень, корова изобилия, даже луна и, наконец, врач богов Дханвантари с напитком бессмертия амрита (amrita = амброзия).

## Предыстория
Однажды царь дэвов Индра, катаясь на слоне, встретил мудреца Дурвасу, который подарил ему цветочную гирлянду. Индра принял дар и повесил его на хобот своего слона. Раздражённый сильным ароматом гирлянды, слон бросил её на землю, что крайне разгневало Дурвасу. Мудрец проклял Индру и всех дэвов на то, что с этого момента их должна была покинуть сила и удача.
Вскоре завязалась битва между дэвами и асурами, в которой асуры под предводительством царя Бали одержали верх и взяли под свой контроль всю Вселенную. Дэвы обратились за помощью к Вишну, который посоветовал им решить проблему дипломатическим путём. Дэвы и асуры решили заняться вместе пахтаньем Молочного океана и разделить полученный в результате этого нектар бессмертия. Вишну, однако, заверил дэвов, что предпримет меры для того, чтобы весь нектар попал только в их руки.

## Пахтанье Молочного океана
В ходе пахтанья (взбалтывания) Молочного океана гора Мандара использовалась в качестве гигантской мутовки, а змей Васуки (Vâsuki) — в качестве верёвки. Дэвы держали змея за хвост, а асуры — за голову, вращая таким образом гору и взбалтывая океан. Однако, вскоре гора начала тонуть. На помощь пришёл Вишну в образе своей второй аватары — гигантской черепахи Курмы, которая удержала гору на своей спине.
Во время пахтанья океана (воды которого превратились сначала в молоко, а потом - в масло) из него появился горшок смертельнейшего яда, который был настолько токсичен, что обладал способностью разрушить всё творение. Пришедшие в ужас дэвы и асуры по совету Вишну отправились за помощью к Шиве. Почувствовав жалость к ним, Шива выпил весь яд и задержал его в своём горле, отчего оно приобрело синий цвет и с тех пор Шиву также называют именем Нилакантха («синегорлый»).

### 14 сокровищ
В Молочный океан были брошены различные травы, которые в ходе взбалтывания превратились в 14 драгоценных сокровищ (санскр. Catur-daça-ratna; «чатур-даша-ратна») или 14 перлов («чаода-ратни»; от санскр. ратна — «драгоценность»), которые были поделены между дэвами и асурами. Сокровищами были:
1. Лакшми (богиня, супруга Вишну)
2. Каустубха (также Мани, волшебный драгоценный камень, украшающий тело Вишну)
3. Париджата (райское дерево, цветение которого никогда не прекращается)
4. Варуни (супруга Варуны, богиня вина и опьянения)
5. Дханвантари (бог-лекарь)
6. Чандра (божество, олицетворение луны)
7. Камадхену (также Сурабхи — корова, исполняющая желания)
8. Калпаврикша (дерево, исполняющее желания)
9. Айравата (белый слон с четырьмя бивнями и семью хоботами, вахана Индры)
10. Апсары (божественные девы, спутницы гандхарвов)
11. Уччайхшравас (летающий белый конь с семью головами и чёрным хвостом)
12. Шарнга (божественный лук со стрелами)
13. Шанкха (морская раковина, один из атрибутов Вишну)
14. Амрита (напиток бессмертия).

В различных Пуранах, также как и в «Рамаяне» и «Махабхарате», даются разное количество полученных сокровищ, иногда добавляются следующие:
- Джьештха (одна из накшатр);
- Зонт (капюшон кобры, достался Варуне);
- Серьги (достались Адити);
- Нидра;
- Халахала (смертельный яд; в мифах связан с Шивой)[источник не указан 2180 дней].

## Обретение амриты и победа дэвов над асурами
Наконец, из океана явился Дханвантари с горшком небесного нектара бессмертия амриты. Между дэвами и асурами завязался жестокий бой за право обладания амритой. Дэвы спрятали нектар от асуров в четырёх местах на земле — Праяге, Харидваре, Удджайне и Нашике. При этом в каждом из этих мест капнуло по капле амриты. Считается, что с тех пор эти места обладают мистической силой и именно по этой причине раз в двенадцать лет там проводится праздник Кумбха-мела.
В конце концов асуры одержали верх над дэвами и забрали всю амриту себе. Дэвы тогда снова обратились за помощью к Вишну, который принял форму Мохини — девушки необычайной красоты. Воспользовавшись тем, что асуры были отвлечены её красотой, Мохини похитила у них амриту и раздала её дэвам, которые наконец смогли отведать небесного напитка. Один из асуров по имени Раху принял облик дэва, намереваясь таким образом испить нектара, однако Сурья и Чандра признали самозванца и сообщили о нём Мохини. Раху начал пить амриту, но перед тем, как он смог проглотить её, Мохини отрубила ему голову с помощью божественного диска сударшана-чакры. В результате уже соприкоснувшаяся с нектаром голова демона стала бессмертной и превратилась в планету Раху, которая, желая отомстить Солнцу и Луне, иногда проглатывает их, вызывая таким образом солнечные и лунные затмения. Всё закончилось тем, что испившие амриты и набравшиеся сил дэвы одержали верх над асурами.